# Chorus (chanson d'Erasure)
Singles de Erasure
Star
(1990) Love to Hate You
(1991)
Clip vidéo
[vidéo] « Chorus », sur YouTube
Chorus est une chanson du duo britannique Erasure incluse dans leur cinquième album studio, intitulé aussi Chorus et paru (au Royaume-Uni) le 14 octobre 1991.
Le 17 juin 1991, quatre mois avant la sortie de l'album, la chanson a été publiée en single.
Le single a débuté à la 3e place du classement des ventes de singles britannique dans la semaine du 23 au 29 juin 1991 et a gardé cette position pour une semaine de plus.